# Marlene von Gemmingen
Marlene von Gemmingen, geb. Marlene Steup (* 25. September 1910 in Remscheid; † 2003) war Modedesignerin, Buchautorin und Malerin.

## Leben

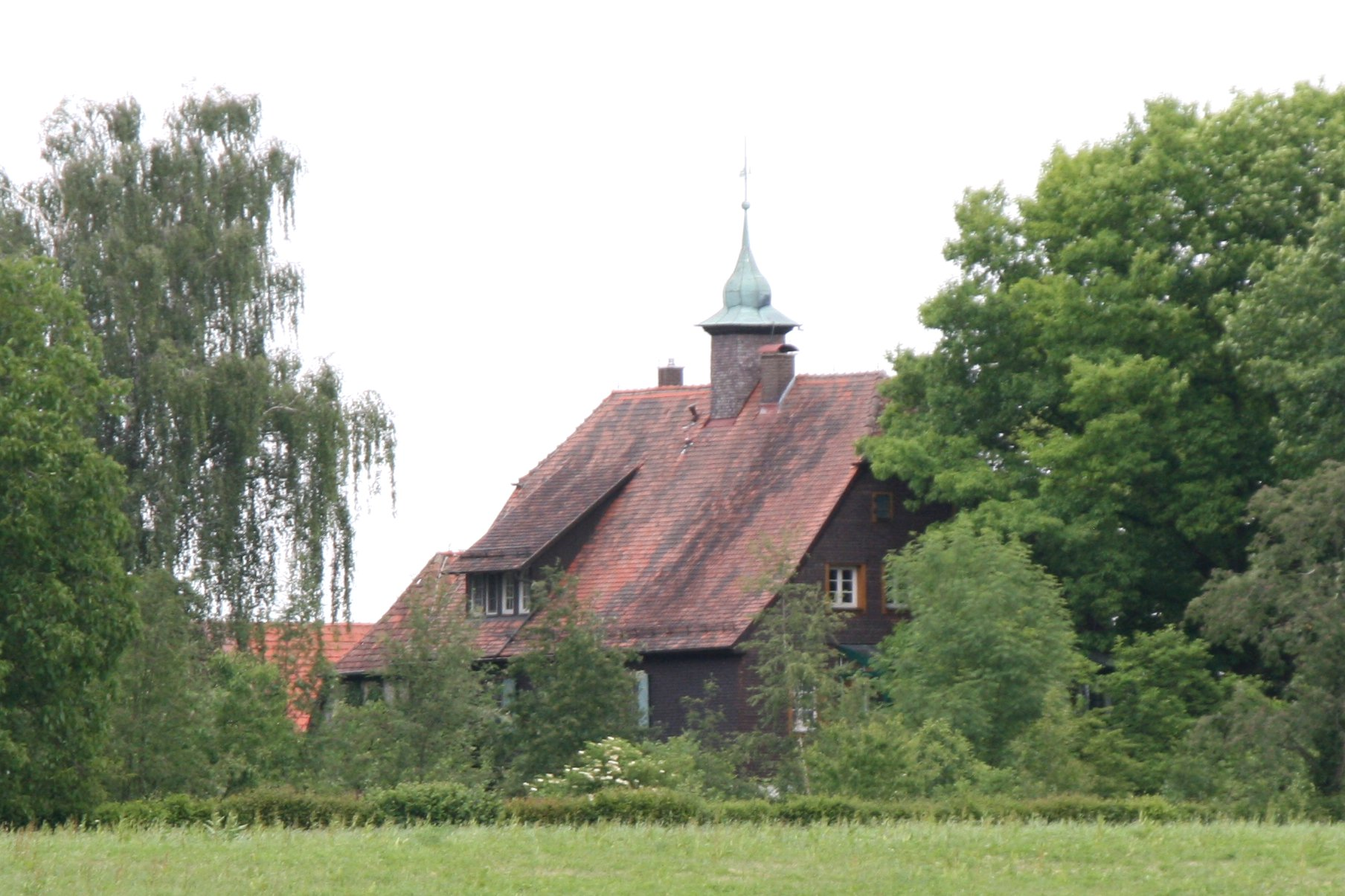
Sie wohnte von 1946 bis in die 1960er Jahre im Forsthaus Kreuzle

Sie war die Tochter des Betriebsführers Ludwig Steup und seiner Frau Paula Kirschner. Sie verbrachte ihre Kindheit und Jugend in Remscheid und studierte an der Kunstgewerbeschule in Wuppertal. Danach arbeitete sie als Modedesignerin für große Unternehmen. Am 25. Juli 1940 heiratete sie in Neckarzimmern den Offizier Weiprecht von Gemmingen (1916–1987), mit dem sie zunächst in Gundelsheim wohnte, bevor die Familie 1946 das 1811 von der Gemmingenschen Burg Maienfels aus gegründete Forsthaus Kreuzle bezog. Der Ehe entstammten die Kinder Udo (* 1941), der heutige Burgherr auf Maienfels, und Isabella (* 1943). Ab den 1960er Jahren entsagte sie ihren bisherigen Verpflichtungen und wandte sich der freien Kunst zu, wobei sie insbesondere von der Art brut inspiriert war. Förderer fand sie mit dem Ehepaar Franz und Brita zu Knyphausen auf Schloss Remseck bei Neckarrems, die zuvor bereits Lothar Schall gefördert hatten und die ihr 1969 eine erste Einzelausstellung auf Schloss Remseck ermöglichten. Die Ehe mit Weiprecht von Gemmingen wurde 1970 in Heilbronn geschieden. Marlene von Gemmingen zog nach München, wo sie bis ins hohe Alter als freie Künstlerin tätig war. 1992 hat sie eine Autobiografie verfasst.

## Ausstellungen (Auswahl)
- Marlene von Gemmingen – Aquarelle, Zeichnungen, Mischtechniken, Radierungen, Galerie Schloss Remseck, Neckarrems (1969)
- Marlene von Gemmingen – 100 Jahre, Lichtbildnerei Babel, Stuttgart (2011)

## Schriften
- Marlene von Gemmingen und Günther Fertig-Witke: Marlene von Gemmingen-Hornberg – Ich male, ich lebe, also bin ich. Mein zweites Leben! Ich begann, wieder zu malen!, Freising 1992
- Marlene von Gemmingen und Brita zu Knyphausen: Spielereien für Klein und Groß, Freising 1993